# 윌퍼드 브림리
윌퍼드 브림리(Wilford Brimley, 1934년 9월 27일 ~ 2020년 8월 1일)는 미국의 배우이다.

## 출연 작품
- 진실의 두 얼굴
- 차이나 신드롬
- 레모